# Onorificenze di Josip Broz Tito

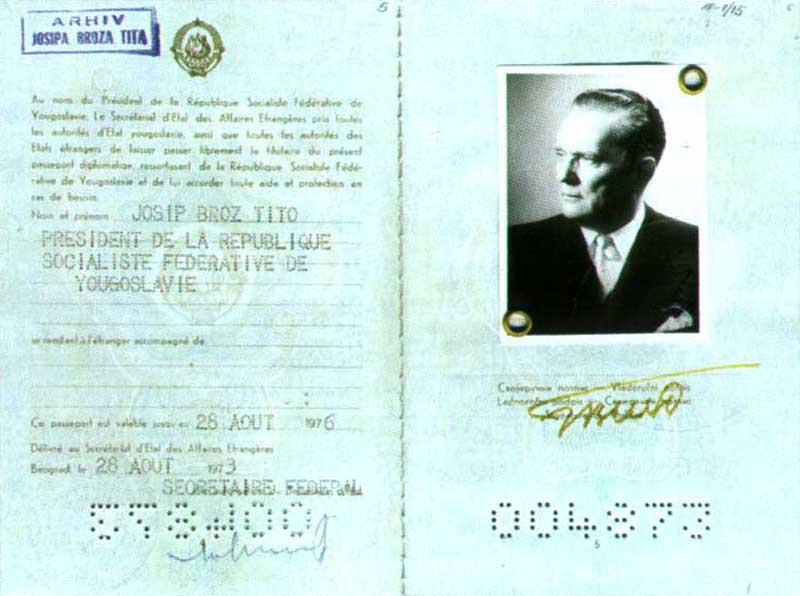
Passaporto diplomatico di Tito, 1973

Josip Broz Tito, statista e presidente della Jugoslavia dal 1953 al 1980, ha ricevuto numerose onorificenze e riconoscimenti durante la sua carriera militare e politica. Tito ha ricevuto un totale di 120 premi e decorazioni da 60 paesi in tutto il mondo (59 paesi e Jugoslavia). 21 decorazioni provenivano dalla stessa Jugoslavia, 18 di queste vennero assegnate una volta e l'Ordine dell'Eroe popolare gli venne assegnato in tre occasioni. Dei 98 premi e decorazioni internazionali, 93 sono stati ricevuti una volta e due volte in tre occasioni (Ordine del Leone Bianco, Polonia Restituta e Karl Marx). I riconoscimenti più importanti che ha ricevuto sono l'Ordine di Lenin, l'Ordine del crisantemo, la Croce al merito di Germania e l'Ordine al merito della Repubblica italiana.

## Edifici, strade, statue e luoghi geografici

### Edifici e statue

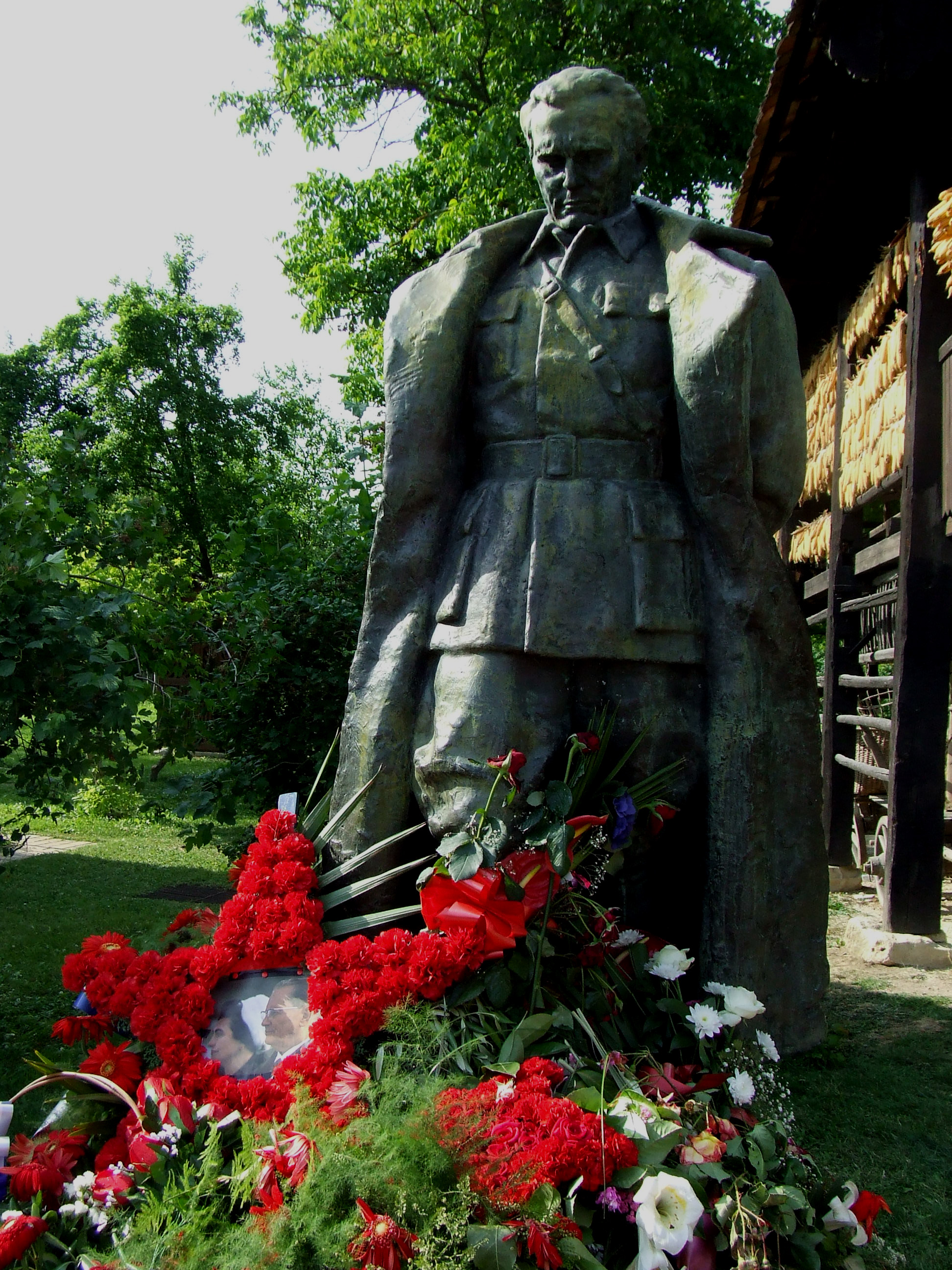
Statua di Tito a Kumrovec, Croazia, dell'artista Antun Augustinčić (1900-1979)

Durante la sua vita e soprattutto nel primo anno dopo la sua morte, diverse località furono intitolate a Tito. Dopo la dissoluzione della Jugoslavia molti di questi luoghi sono tornati ai loro nomi originali.
Ad esempio, Podgorica, precedentemente chiamata Titograd (l'aeroporto internazionale di Podgorica è ancora identificato dal codice TGD), e Užice, precedentemente nota come Titovo Užice, la città è tornata al suo nome originale solo nel 1992.
A Kumrovec, sua città natale, è presente una grande statua in bronzo creata dall'artista croato Antun Augustinčić. Nel 2004 una esplosione decapitò la statua, in seguito riparata.
A Marijin Dvor, quartiere di Sarajevo, capitale della Bosnia ed Erzegovina, è presente una importante statua di Tito, situata in un parco di fronte al campus universitario (ex. caserma JNA "Maršal Tito"). Ancora oggi bosniaci e sarajevesi commemorano e rendono omaggio a Tito. Il più grande monumento di Tito al mondo, alto circa dieci metri, si trova in Piazza Tito (in sloveno: Titov trg), la piazza centrale di Velenje, in Slovenia. Anche a Skopje, capitale della Macedonia del Nord, c'è una grande statua dedicata al presidente jugoslavo. Gli omaggi a Tito non sono solo nei paesi che un tempo componevano la Jugoslavia, infatti a Città del Messico è presente una grande statua raffigurante proprio l'ex presidente e statista jugoslavo.
A Tito sono state dedicate molte piazze e molte vie. Uno dei ponti principali del secondo centro più popoloso sloveno, Maribor, è dedicato a Tito e si chiama Ponte Tito (in sloveno: Titov most). La piazza centrale di Capodistria, la più grande città portuale slovena, si chiama Piazza Tito (in sloveno: Titov trg).
A Tito sono state dedicate anche svariate scuole. A Padina, villaggio della cittadina serba Kovačica, si trova la "Scuola elementare Maršal Tito". Esistono scuole elementari dedicate a Tito anche a Strumica, in Macedonia del Nord e a Bansko, in Bulgaria. A Skopje è presente la Scuola superiore "Josip Broz Tito". 
A Tito, in tutti i paesi della ex Jugoslavia, sono stati dedicati numerosi condomini e numerose attività private, soprattutto numerosi ristoranti.
Nel 1953, in onore del presidente Jugoslavo, la montagna Golem Turčin, situata in Macedonia del Nord, fu ribattezzata Titov Vrv.

### Strade e piazze

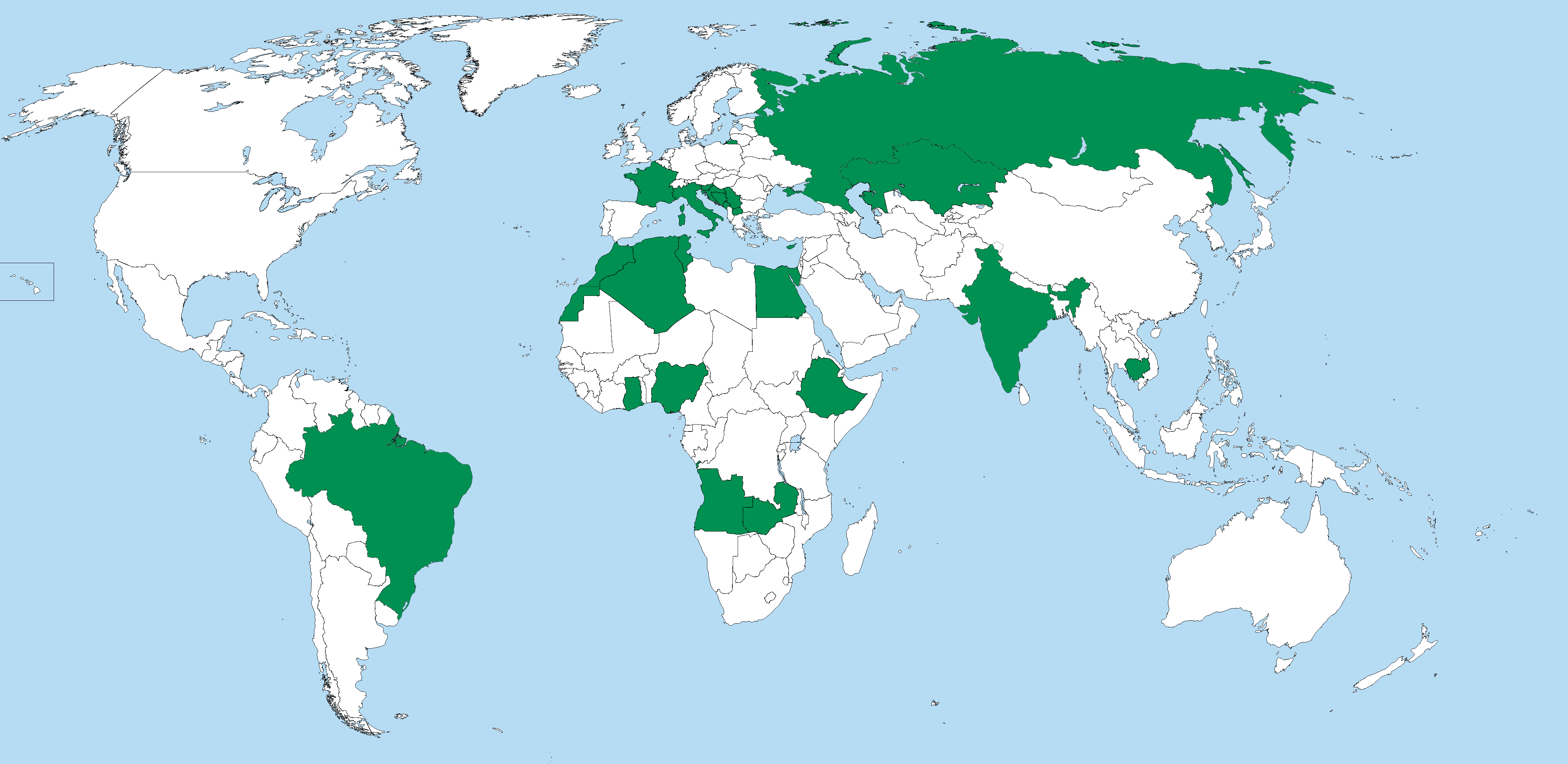
Paesi del mondo con strade intitolate al Maresciallo Tito

Molte città dei paesi ex jugoslavi e di altri paesi hanno intitolato a lui strade e piazze. Dopo la morte di Tito e dopo la dissoluzione della Jugoslavia, molte strade e molte piazze ripresero il loro nome originale.

#### Slovenia
- Bisterza: Trg Maršala Tita (piazza principale della città);
- Jesenice: Cesta Maršala Tita;
- Capodistria: Titov trg (piazza principale della città);
- Longatico: Titova ulica;
- Lubiana: Titova cesta (ribattezzato "Slovenska cesta" nel 1991); Titova cesta, una sezione di Štajerska cesta intitolata a Tito nel 2009.
- Maribor: Titova cesta (strada principale della città) e Titov most (Ponte Tito);
- Postumia: Titov trg (piazza principale della città) e Titova cesta;
- Radeče: Titova ulica;
- Radenci: Titova cesta;
- Krško: Titova cesta;
- Slovenska Bistrica: Titova cesta;
- Tolmino: Trg Maršala Tita (piazza principale della città);
- Velenje: Titov trg (piazza principale della città, è presente la statua di Tito più alta del mondo).

Nel 2011, 2 anni dopo che una strada a Lubiana era stata intitolata a Tito, la Corte costituzionale slovena ha stabilito che l'intitolazione di una nuova strada a Josip Broz Tito era incostituzionale. La corte stabilì all'unanimità che Tito simboleggia gravi violazioni dei diritti umani e che intitolare la strada a lui glorifica il regime totalitario e viola la dignità umana. Nel 2020 la Corte costituzionale slovena ha consentito un referendum contro la ridenominazione di Titova cesta (Via Tito) a Radenci. Contrariamente alla decisione sulla strada di Lubiana, la strada di Radenci era stata intitolata a Tito più di 40 anni fa; il tribunale ha respinto l'affermazione del sindaco secondo cui un referendum per mantenere il nome violerebbe la costituzione.

#### Croazia
- Banovci: Ulica maršala Tita;
- Buie: Trg J.B. Tita;
- Pinguente: Titov trg;
- Celine Goričke (Marija Gorica): Ulica maršala Tita;
- Fasana: Titova riva;
- Kumrovec: Ulica Josipa Broza;
- Albona: Titov trg (piazza principale della città);
- Laurana: Šetalište maršala Tita;
- Mattuglie: Trg maršala Tita;
- Nedelišće: Ulica Maršala Tita;
- Cittanova: Ulica Josipa Broza Tita;
- Novo Selo Rok (Čakovec): Ulica Maršala Tita;
- Abbazia: Ulica Maršala Tita;
- Parenzo: Obala maršala Tita;
- Pola: Titov park;
- Porto Albona: Obala maršala Tita;
- Fiume: Titov trg;
- Rovigno: Trg maršala Tita;
- Selce (Cirquenizza): Ulica maršala Tita (ha suggerito di essere rinominato in Via Jean-Michel Nicolier);
- Šenkovec: Ulica maršala Tita;
- Starogradacki Marof (Stari Gradac): Maršala Tita;
- Turopolje: Ulica maršala Tita;
- Umago: Obala maršala Tita;
- Lussingrande: Obala maršala Tita;
- Vinkovački Banovci: Ulica maršala Tita;
- Orsera: Obala maršala Tita;
- Zabok: Ulica Josipa Broza Tita;
- Zmajevac, Suza: Ulica maršala Tita.

Negli anni sono stati annunciati dei cambi di nome a Selce, Varaždinske Toplice e Velika Gorica.

##### In passato
- Karlovac: Trg Josipa Broza Tita (ora: Trg hrvatskih branitelja);
- Sebenico: Poljana maršala Tita (ora: Poljana);
- Mursko Središće: Ulica Josipa Broza Tita (ora: Ulica Republike Hrvatske);
- Zara: Obala Maršala Tita (ora: Obala kralja Petra Krešimira IV)
- Zagabria: Trg maršala Tita (ora: Trg Republike Hrvatske). Nel febbraio del 2008, duemila manifestanti si riunirono nella piazza Josip Broz (Trg maršala Tita) di Zagabria, sede del Teatro Nazionale Croato, per chiedere che fosse ribattezzata Piazza del Teatro.[13] Tuttavia, centinaia di antifascisti accusarono questa folla di essere revisionista e neo-Ustaše, così il tentativo di ribattezzarla fallì.[14] Anche il presidente croato Stjepan Mesić si oppose pubblicamente alla ridenominazione. Tuttavia, la piazza è stata ribattezzata Piazza della Repubblica di Croazia (Trg Republike Hrvatske) dal sindaco Milan Bandić nel 2017.[15]
- Zaprešić: Ulica maršala Tita (ora: Via Cardinale Aloysius Stepinac);
- Varaždinske Toplice: Ulica Maršala Tita (ora: Via Dr. Franjo Tuđman);
- Velika Gorica: Trg maršala Tita (ora: Trg grada Vukovara).

#### Bosnia ed Erzegovina
- Bihać: Trg maršala Tita;

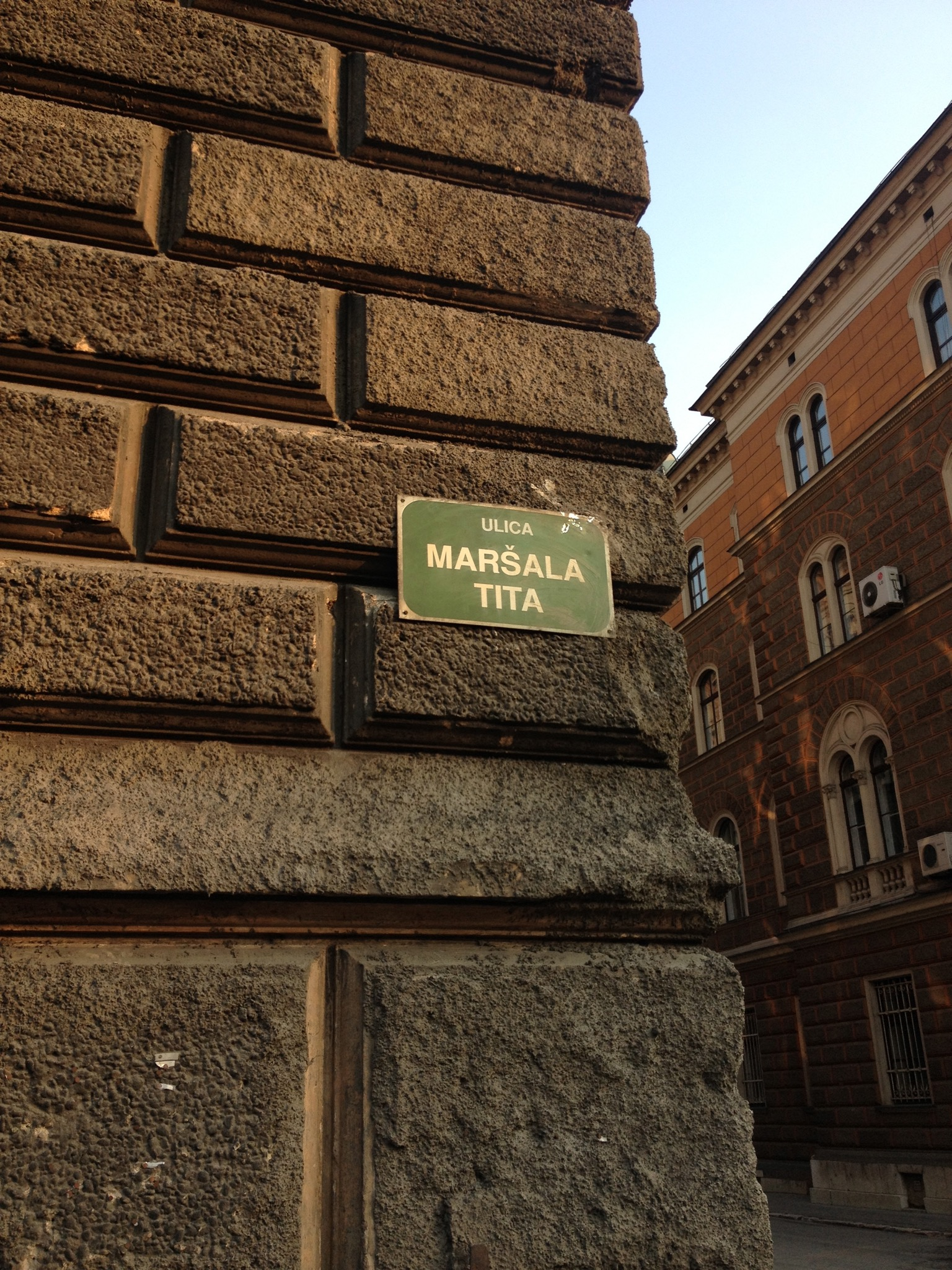
Ulica Maršala Tita a Sarajevo

- Bosanska Krupa: Ulica maršala Tita;
- Bratunac: Ulica maršala Tita;
- Breza: Titova ulica;
- Drvar: Titova ili Put Oficirske Škole;
- Foča: Titov Most;
- Goražde: Ulica maršala Tita;
- Gradačac: Titova ulica;
- Jajce: Ulica maršala Tita;
- Jelah: Titova ulica;
- Konjic: Ulica maršala Tita;
- Kozarac: Ulica maršala Tita;
- Lukavac: Titova ulica;
- Mostar: Ulica maršala Tita;
- Novi Travnik: Ulica maršala Tita (in passato?);
- Odžak: Titova ulica;
- Sarajevo: Ulica Maršala Tita (strada principale della città);
- Srebrenica: Ulica Maršala Tita;
- Tešanj: Ulica maršala Tita;
- Tuzla: Titova ulica;
- Zavidovići: Ulica Maršala Tita;
- Zenica: Titova ulica;
- Živinice: Titova ulica.

##### In passato
- Bugojno: Ulica maršala Tita (ora: Sultan Ahmedova).

#### Serbia
- Banja Koviljača: Maršala Tita;
- Boleč: Maršala Tita;
- Čokot: Maršala Tita;
- Dobanovci: Maršala Tita;
- Jakovo, Belgrado: Maršala Tita;
- Krepoljin: Maršala Tita;
- Kraljevo: Titogradska;
- Krupanj: Maršala Tita;
- Kumane: Maršala Tita;
- Lešnica: Maršala Tita;
- Leštane: Maršala Tita;
- Medoševac: Maršala Tita;
- Meljak: Maršala Tita;
- Mezgraja: Maršala Tita;
- Niš: Naselje Marsala Tita (Durlan);
- Pajkovac: Maršala Tita;
- Palilula, Belgrado: Maršala Tita;
- Petrovac na Mlavi: Titov gaj;
- Požarevac: Titogradska;
- Požeženo: Maršala Tita;
- Preševo: Maršala Tita;
- Slanci: Maršala Tita;
- Tabanović: Maršala Tita;
- Umčari: Maršala Tita;
- Vranje: Titogradska;
- Žagubica: Maršala Tita;
- Zaklopača: Maršala Tita;
- Železnik, Belgrado: Titova;
- Zvezdara, Belgrado: Titov gaj.

##### Voivodina
- Ada: Maršala Tita;
- Adorjan: Maršala Tita;
- Aradac: Maršala Tita;
- Bač: Maršala Tita;
- Bačka Topola: Maršala Tita;
  - Pobeda: Maršala Tita;
- Bački Brestovac: Maršala Tita;
- Bački Gračac: Maršala Tita;
- Bački Petrovac: Ulica maršala Tita;
- Banatska Dubica: Maršala Tita;
- Banatski Dvor: Maršala Tita;
- Bajša: Maršala Tita;
- Banatsko Novo Selo: Maršala Tita;
- Belo Blato: Maršala Tita;
- Bočar: Maršala Tita;
- Boka: Maršala Tita;
- Čantavir: Maršala Tita;
- Čestereg: Maršala Tita;
- Čoka: Maršala Tita;
- Čortanovci: Maršala Tita;
- Crepaja: Maršala Tita;
- Crna Bara: Maršala Tita;
- Crvenka: ulica Maršala Tita;
- Deliblato: Maršala Tita;
- Elemir: Maršala Tita;
- Ečka: Maršala Tita;
- Erdevik: Maršala Tita;
- Farkaždin: Maršala Tita;
- Feketić: Maršala Tita;
- Gložan: Maršala Tita;
- Jaša Tomić: Maršala Tita;
- Kačarevo: Maršala Tita;
- Klenak: Maršala Tita;
- Konak: Maršala Tita;
- Kovačica: Maršala Tita;
  - Padina:  Ulica maršala Tita;
- Kruščić: Maršala Tita;
- Kula: ulica Maršala Tita;
- Kulpin: Ulica maršala Tita;
- Kumane: Maršala Tita;
- Kucura: Maršala Tita;
- Kupinovo: Maršala Tita;
- Lovćenac: Maršala Tita;
- Lukino Selo: Maršala Tita;
- Maglić: Maršala Tita;
- Majdan: Tito Marsal;
- Mošorin: Maršala Tita;
- Nova Crnja: Maršala Tita;
- Nova Gajdobra: Maršala Tita;
- Novi Bečej: Maršala Tita;
- Novi Itebej: Maršala Tita;
- Novi Žednik: Titogradska;
- Novo Miloševo: Maršala Tita (principale strada della città);
- Obrež: Maršala Tita;
- Padej: Maršala Tita;
- Panonija: trg Maršala Tita;
- Ratkovo: Maršala Tita;
- Ravno Selo: Maršala Tita;
- Ruski Krstur: Maršala Tita;
- Samoš: Maršala Tita;
- Sanad: Maršala Tita;
- Selenča: Maršala Tita;
- Seleuš: Maršala Tita;
- Sivac: ulica Maršala Tita;
- Skorenovac: Maršala Tita;
- Stari Banovci: Titov Park Kosarkasko Igraliste;
- Subotica: Aleja Maršala Tita (una delle principali strade della città);
- Sutjeska: Maršala Tita;
- Taraš: Maršala Tita;
- Tomaševac: Maršala Tita;
- Torak: Maršala Tita;
- Trešnjevac: Maršala Tita;
- Uzdin: Maršala Tita;
- Vajska: Maršala Tita;
- Veliki Radinci: Maršala Tita;
- Vrbas: Ulica maršala Tita e Titova Vila;
- Vrbica: Maršala Tita.

##### In passato
- Belgrado: Maršala Tita (strada principale della città, ribattezzata Srpskih Vladara nel 1992, ora: Kralja Milana);
- Zemun: Ulica maršala Tita (strada principale della città, ora: Glavna ulica);
- Šabac: Maršala Tita (strada principale della città, dal 2005 è intitolata a Gospodar Jevremova);
- Ruma: Maršala Tita (strada principale della città, ora: Glavna ulica);
- Užice: Maršala Tita (strada principale della città, ora: Dimitrija Tucovića street);
- Jagodina (Svetozarevo 1946–1992): Maršala Tita (strada principale della città, dal 1992 si chimama: Kneginje Milice);
- Kikinda: Maršala Tita (strada principale della città, dal 1993: Kralja Petra I) e Titov trg (piazza principale della città, dal 1993: Trg srpskih dobrovoljaca);
- Zrenjanin: Maršala Tita (strada principale della città, renamed back to Kralja Aleksandra in 1992);
- Novi Sad: Bulevar maršala Tita (dal 1992: Bulevar Mihajla Pupina);
- Batajnica: Josipa Broza-Tita (strada principale della città, dal 2004 è intitolata a Majora Zorana Radosavljevica);
- Temerin: Maršala Tita (strada principale della città, dagli anni '90: Novosadska).

#### Montenegro
- Castelnuovo: Trg maršala Tita;
- Antivari: Ulica maršala Tita;
- Podgorica: Josipa Broza Tita e Titove Korenice;
- Rožaje: Maršala Tita;
- Teodo: Obala maršala Tita.

##### In passato
- Cettigne: Titov trg (ora: Dvorski trg);
- Dulcigno: Bulevard maršala Tita (ora: Viale Gjergj Kastrioti - Skënderbeu).

#### Macedonia del Nord
- Valandovo: Maršal Tito;
- Berovo: Maršal Tito;
- Bitola: Титово Ужице;
- Delčevo: Maršal Tito;
- Demir Hisar: Maršal Tito;
- Demir Kapija: Maršal Tito;
- Negotino: Maršal Tito;
- Gevgelija: Maršal Tito;
- Josifovo: Maršal Tito;
- Kičevo: Maršal Tito;
- Kočani: Maršal Tito;
- Kriva Palanka: Maršal Tito;
- Kumanovo: Титова Митровачка;
- Makedonska Kamenica: Maršal Tito;
- Makedonski Brod: Marsal Tito;
- Radovis: Maršal Tito;

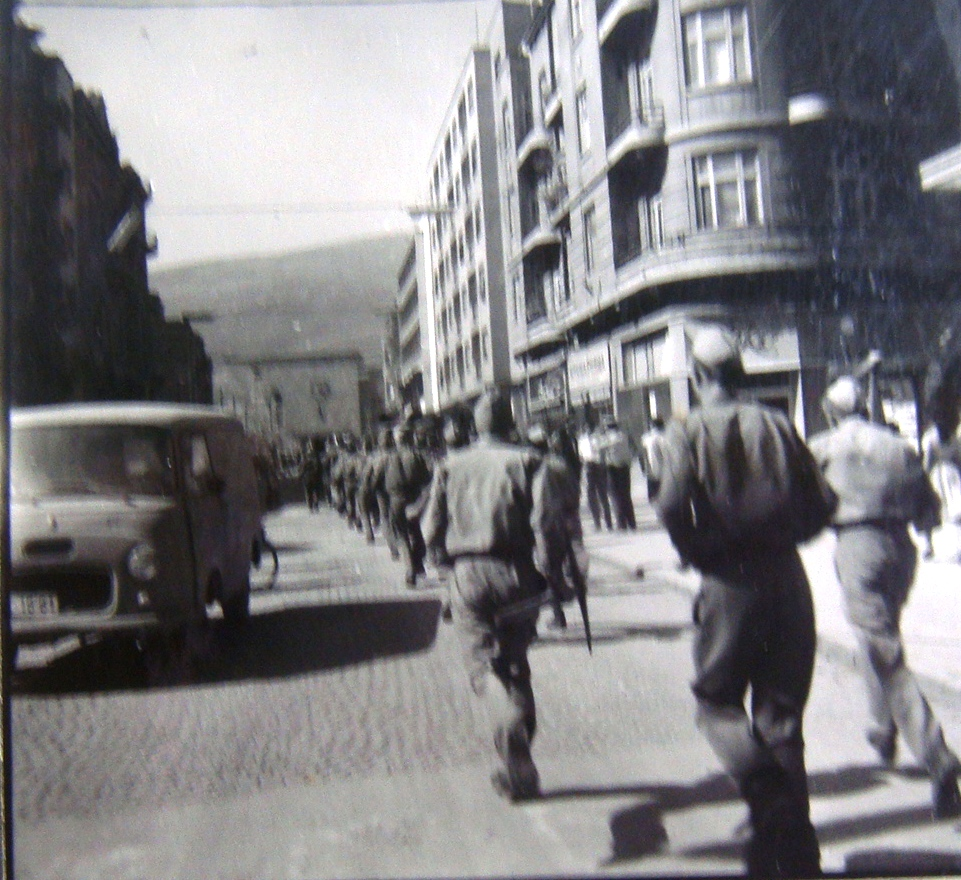
via Maršal Tito a Skopje. (26 luglio 1963, materiale di supporto dell'esercito popolare jugoslavo per il terremoto).

- Skopje: Maršal Tito e Титовелешка;
- Star Dojran: Maršal Tito;
- Stip: Kej Maršal Tito;
- Struga: Maršal Tito;
- Strumica: Ulica Maršal Tito;
- Sveti Nikole: Marsal Tito;
- Veles: Maršal Tito;
- Vinica: Viale Tito.

##### In passato
- Bitola: Maršal Tito (ora: Širok Sokak)
- Ocrida: Kej Maršal Tito (ora: Kej Makedonija)
- Tetovo: Square Maršal Tito (nome formale)

#### Algeria
- Bab Ezzouar: Parc Tito.

#### Angola
- Luanda: Rua Marechal Tito Presidente.

#### Brasile
- São Paulo: Avenida Marechal Tito.

#### Cambogia
- Phnom Penh: Josep Broz Tito Street.

#### Cipro
- Limassol: Josip Broz Tito street;
- Dali: Marshal Tito street.

#### Egitto
- Il Cairo: Josip Broz Tito Street, Huckstep, Qism El-Nozha (dall'aeroporto internazionale del Cairo).

#### Etiopia
- Addis Abeba: Josif (Broz) Tito's street.

#### Francia
- Châlons-en-Champagne: Rue du Maréchal Tito.

#### Ghana
- Accra: Josif Broz Tito Avenue.

#### India
- New Delhi: J. B. Tito Marg;
- Jodhpur: Shri Tito Chauraha.

#### Italia
- Nuoro: via Tito;
- Palma di Montechiaro: via Tito;
- Parma: via Josip Broz Tito;
- Quattro Castella: via Maresciallo Tito;
- Reggio Emilia: via Josip Broz Tito.

#### Kazakistan
- Oblast di Qostanaj 110000, vicino Arkalyk: Titova.

#### Marocco
- Agadir: Tito Street.

#### Nigeria
- Abuja: Tito Broz street.

#### Russia
- Mosca: Ploščad' Josipa Broza Tito (Piazza Josip Broz Tito), sopra la stazione della metropolitana Profsojuznaja;
- Oblast di Rostov, vicino Litvinovka: Titov.

#### Tunisia
- Sousse: Marshal Tito Avenue.

#### Ucraina
- Bachmut: Tito Street.

#### Zambia
- Lusaka: Tito Road.

### Città

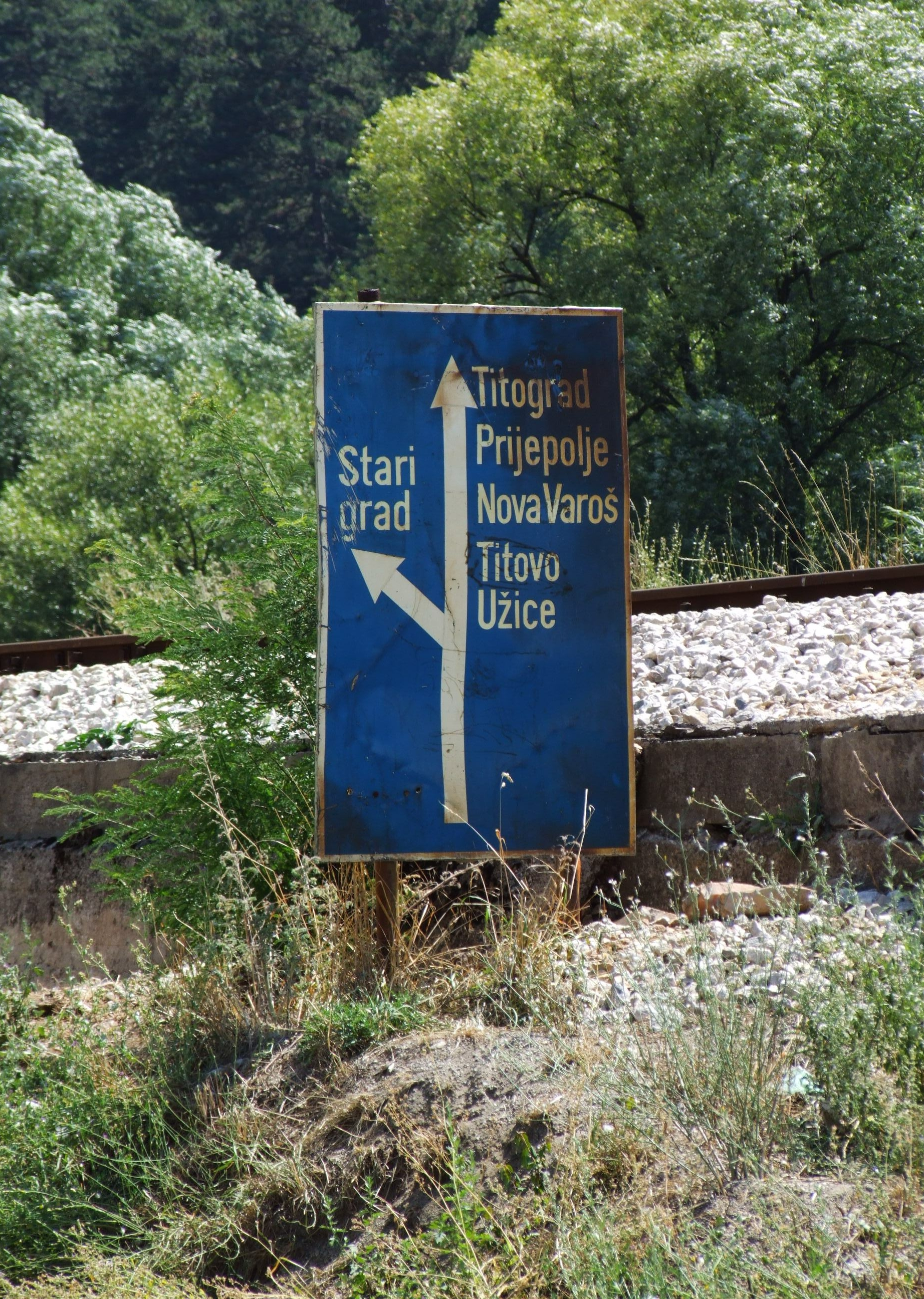
Vecchio cartello stradale che indica Titograd e Titovo Užice, Serbia

In onore di Tito, nove paesi o città jugoslave portarono il suo nome. Subito dopo la seconda guerra mondiale, quattro comuni il cui ruolo nel movimento di resistenza partigiana venne considerato come significativo ottennero l'aggettivo "di Tito" (localmente Titov/Titova/Titovo). Mentre la capitale della più piccola repubblica federale del Montenegro fu ribattezzata Titograd (Tito- città). Dopo la sua morte, avvenuta nel 1980, si aggiunsero altre quattro città, per un totale di una in ciascuna delle sei repubbliche federali jugoslave e due nelle due province autonome. Dopo la dissoluzione della Jugoslavia, tutte le città vennero ribattezzate.

#### Bosnia ed Erzegovina
- Titov Drvar, attuale Drvar: dal 1981 al 1991.

#### Croazia
- Titova Korenica, attuale Korenica: Dal 5 dicembre 1945 al 7 febbraio 1997.

#### Macedonia del Nord
- Titov Veles, attuale Veles: dal 1946 al 1996.

#### Montenegro
- Titograd, attuale Podgorica: dal 13 luglio 1946 al 2 aprile 1992.

#### Serbia
- Titovo Užice, attuale Užice: dal 1946 al 1992;
- Titov Vrbas, attuale Vrbas: dal 1983 al 1992;
- Titova Mitrovica, attuale Kosovska Mitrovica (oggi Kosovo): dal 1981 al 1992.

#### Slovenia
- Titovo Velenje, attuale Velenje: dal 10 ottobre 1981 al 17 luglio 1990.

### Altro
- Il 29 novembre 1937 l'astronomo serbo Milorad B. Protić scoprì un asteroide della fascia principale, esso venne nominato "1550 Tito".[18]

## Onorificenze

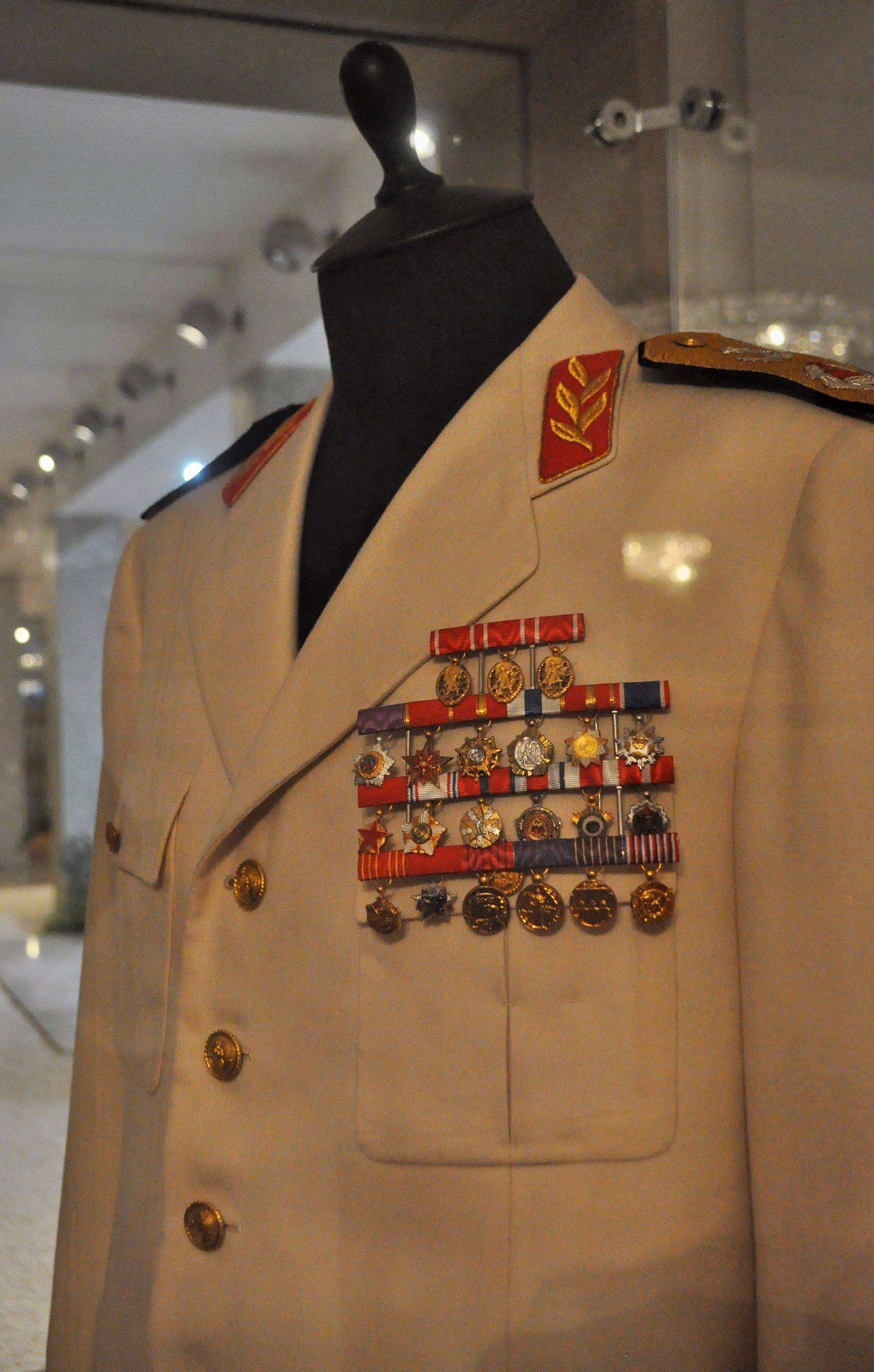
L'uniforme di Tito con tutte le sue decorazioni jugoslave

## Gradi e titoli militari

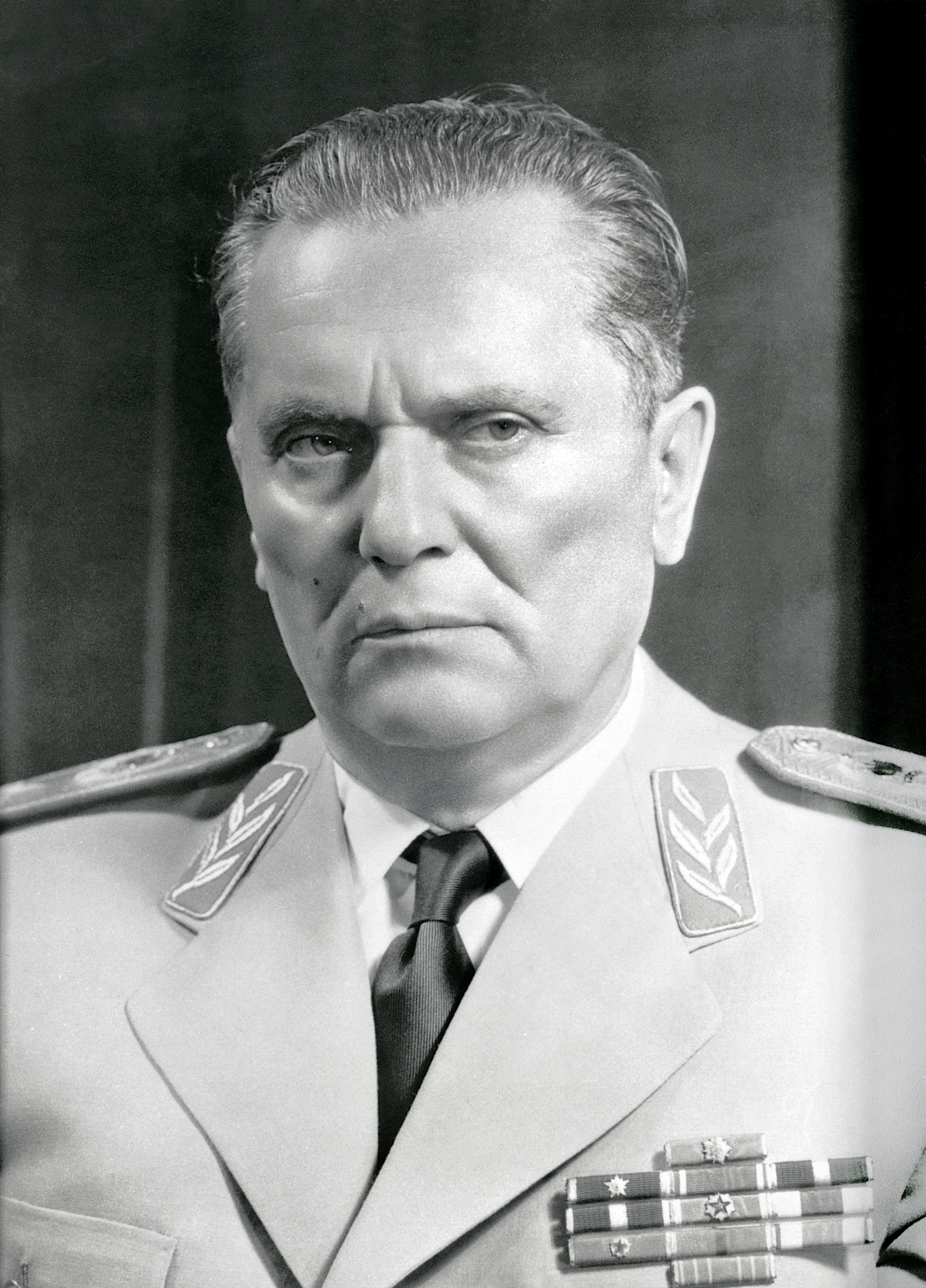
Tito in alta uniforme da Maresciallo di Jugoslavia nel 1961.

- Sergente maggiore, 25º reggimento della Guardia Reale Nazionale Croata (Maggio 1913 - 25 marzo 1915)[42][43][44]
- Entra a far parte delle Guardie Rosse (1917 - 1918)
- Entra a far parte dell'Armata Rossa (1918 - 1920)
- Comandante in capo dell'esercito Popolare di Liberazione della Jugoslavia (27 giugno 1941 - 29 novembre 1943)[45]
- Maresciallo di Jugoslavia (29 novembre 1943 - 4 maggio 1980)[46]

## Incarichi politici e governativi
- Presidente della Repubblica Federativa Popolare di Jugoslavia (1953-1963)
- Presidente della Repubblica Socialista Federale di Jugoslavia (1963-1980)
- Primo ministro della Repubblica Socialista Federale di Jugoslavia (1945-1963)
- Segretario generale del Movimento dei Paesi Non Allineati (1961-1964)
- Segretario generale della Presidenza della Lega dei Comunisti di Jugoslavia (1939-1964)
- Presidente della Presidenza della Lega dei Comunisti di Jugoslavia (1964-1980)
- Segretario federale per la Difesa Nazionale della Repubblica Federativa Popolare di Jugoslavia (1945-1953)

## Cittadinanze onorarie
Al momento della sua morte, Tito era cittadino onorario in più di 680 comuni jugoslavi e di oltre 20 città del mondo.